# Cynopterus luzoniensis
Cynopterus luzoniensis är en flyghund i släktet Cynopterus som förekommer i Sydostasien. Den klassificeras ibland som population av Cynopterus brachyotis men listas av standardverket Mammal Species of the World (2005) och IUCN som god art.
Vuxna exemplar är 76 till 83 mm långa (huvud och bål), har en 10 till 12 mm lång svans och väger 19 till 24 g. De har 54 till 59 mm långa underarmar och 14 till 15 mm stora öron. Ansiktet kännetecknas av en kort nos med korta rörformiga näsborrar. De stora ögonen har en brun regnbågshinna. Liksom hos andra släktmedlemmar har de mörka öronen vita kanter. Den korta pälsen på huvudet, på ovansidan och på undersidan har en grå färg. Påfallande är en gulbrun krage kring halsen. Cynopterus luzoniensis har en mörkgrå flygmembran. Mellanhandens och falangernas ben är ljusare grå men inte vit som hos andra släktmedlemmar.
Denna flyghund lever i Filippinerna, på Sulawesi och på några mindre öar i samma region. Arten vistas i låglandet och i bergstrakter upp till 1600 meter över havet. Habitatet utgörs av skogar och av urbana regioner som jordbruksmark med träd eller stadsparker. Några avhandlingar listar endast populationen i Filippinerna till arten.
Dräktigheten varar i 5 till 6 månader men det befruktade ägget vilar en tid efter parningen. Den enda ungen föds kort före en av årets regntider. Mellan två födslar ligger vanligen 5 till 7 månader. Könsmognaden infaller efter 7 månader men honor behöver vara 12 månader gamla för en framgångsrik parning.
Cynopterus luzoniensis äter frukter och när de hämtas från odlingar betraktas flyghunden av bönder som skadedjur. Arten är inte hotad i beståndet och listas av IUCN som livskraftig (LC).